# Rue du Général-Archinard
Pour les articles homonymes, voir Archinard.
La rue du Général-Archinard est une voie située dans le quartier de Bel-Air du 12e arrondissement de Paris.

## Situation et accès
La rue du Général-Archinard est accessible à proximité par la ligne de métro 8 à la station Porte Dorée ainsi que par la ligne 3a du tramway à l'arrêt Montempoivre.

## Origine du nom
Cette voie porte le nom du général Louis Archinard (1850-1932), qui participa à la conquête du Soudan français, et en raison de la proximité du palais de la Porte Dorée qui abritait le musée des colonies.

## Historique
Cette voie relativement ancienne était autrefois un chemin vicinal de la commune de Saint-Mandé menant à son cimetière Sud, lui donnant son nom de « rue du Cimetière ». Le cimetière fut annexé, ainsi que la rue, par la ville de Paris en 1929. La rue prend son nom actuel en 1946.
Lors de la construction des terrains de sport rattachés au lycée Paul-Valéry en 1960, le tracé de la rue est revu et elle est raccourcie en 1969 dans sa partie orientale lors de la construction du boulevard périphérique de Paris.
D'aspect général, la rue du général Archinard est interlope. La rue est l'une des dernières zones de l'est Parisien à accueillir des prostituées en fourgonnettes.

## Bâtiments remarquables et lieux de mémoire
- Au no 25, l'entrée principale du cimetière Sud de Saint-Mandé.
- Accès au complexe sportif du lycée Paul-Valéry.

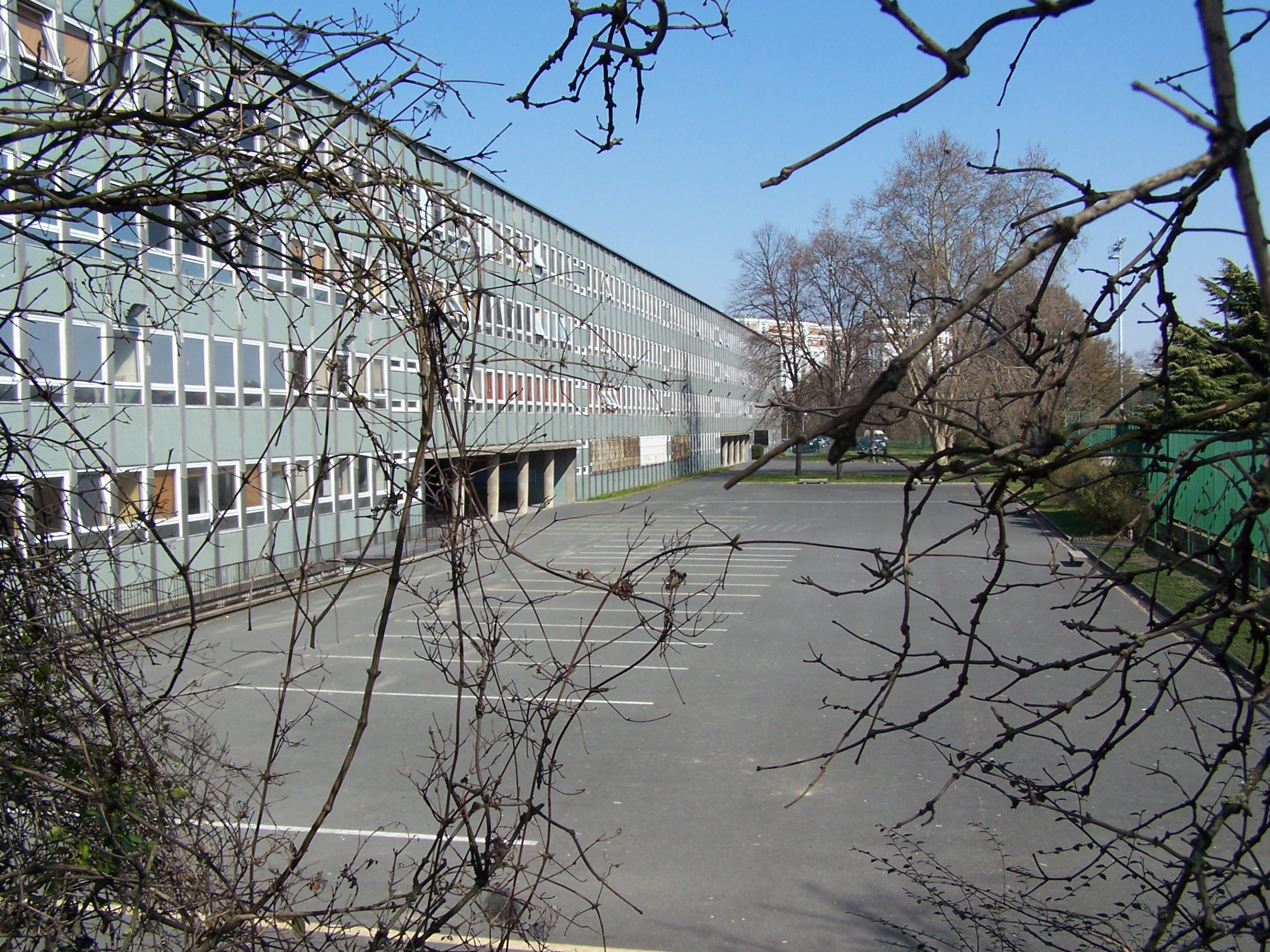
Arrière du lycée Paul-Valéry donnant sur la rue.